# الدوري التشيلي لكرة القدم 1954
الدوري التشيلي لكرة القدم 1954 (بالإسبانية: Primera División de Chile 1954)‏ هو الموسم 22 من الدوري التشيلي لكرة القدم. كان عدد الأندية المشاركة فيه 14، وفاز فيه نادي أونيفرسيداد كاتوليكا.